# Ровере дела Луна
Роверѐ дела Лу̀на (на италиански: Roveré della Luna) е село и община в Северна Италия, автономна провинция Тренто, автономен регион Трентино-Южен Тирол. Разположено е на 251 m надморска височина. Населението на общината е 1649 души (към 2018 г.).